# Complexity Head
Das Complexity Head (von englisch complexity ‚Komplexität, Vielschichtigkeit‘) ist eine markante, quaderförmige Landspitze an der Ingrid-Christensen-Küste des ostantarktischen Prinzessin-Elisabeth-Lands. Sie liegt südlich des Cape Descent. Ihr unmittelbar westlich vorgelagert ist Pchelka Island in der Gruppe der Rauer-Inseln.
Australische Wissenschaftler benannten sie nach der Komplexität der Faltung im Gneis der Landspitze.